# Dévidoir automobile

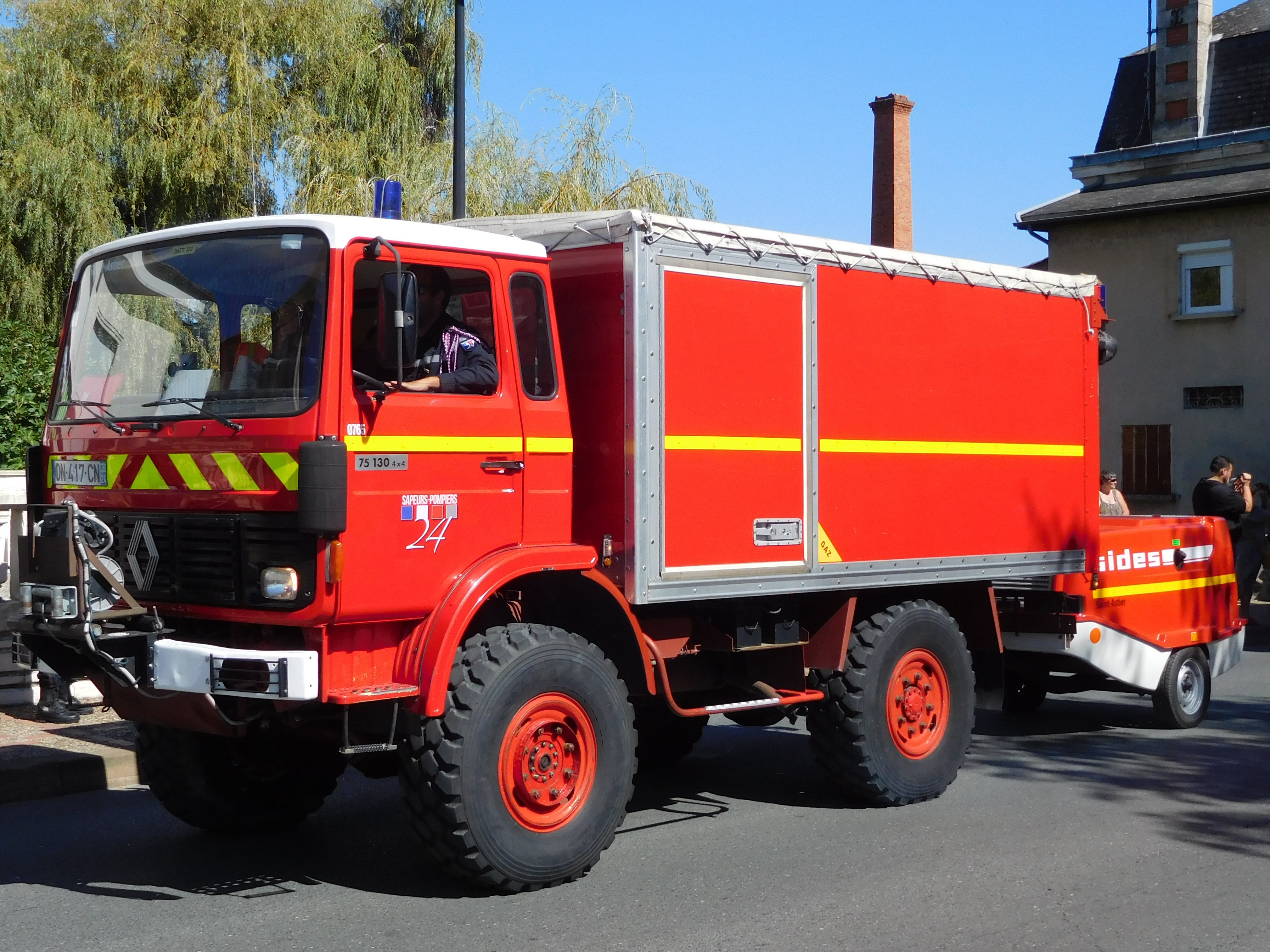
Dévidoir automobile tout-terrain (DATT).

Le dévidoir automobile ou DA est un véhicule spécialisé d'appui et d'intervention des sapeurs-pompiers.

## Caractéristiques générales
Le dévidoir automobile est un camion spécialisé dans le transport des tuyaux d'incendie. Il permet ainsi sur les incendies importants de suppléer les carences des fourgons d'incendie, FPT et autres agrès destinés à la lutte contre le feu.
Principalement utilisés en zone urbaine, certains dévidoirs automobiles sont cependant spécialisés dans l'intervention en zone rurale.
Les dévidoirs automobiles sont utilisés à partir de deux types principaux de véhicules, les camions poids lourds et les camionnettes. Pour les interventions en milieu rural ou forestier, ces engins sont dotés de châssis tout-terrain ou de transmission intégrale. On parle alors respectivement de dévidoirs automobiles tout-terrain et de dévidoirs automobiles hors routes.
En France depuis le décret du 6 mai 1988, chaque dévidoir automobile doit disposer de 1 400 mètres de tuyaux d'incendie d'un diamètre de 110 millimètres. Chaque agrès dispose généralement de deux lignes de tuyaux différents. Comme l'ensemble des véhicules de sapeurs-pompiers, le dévidoir automobile est équipé d'une sirène deux-tons et de gyrophares de priorité de couleur bleue.